# Непал на Зимским олимпијским играма 2010.
Непалу је ово било треће учешће на Зимским олимпијским играма. Делегацију Непала, на Зимским олимпијским играма 2010. у Ванкуверу представљао је 1 такмичар који је учествовао у скијашком трчању.
Заставу Непала на свечаном отварању Олимпијских игара 2010. носио је као и пре четири године једини такмичар Дахири Шерпа, који је овим својим учешћем постао најстарији непалски олимпијац до данас. Шерпа је имао 40 година и 105 дана.
Непалски олимпијски тим је остао у групи екипа које нису освојиле медаље на Зимским олимпијским играма.

## Скијашко трчање
| Такмичар     | Дисциплина     | Резултат | Заостатак | Место/уч.(укуп.) |
| ------------ | -------------- | -------- | --------- | ---------------- |
| Дахири Шерпа | 15 км слободно | 44:26,5  | 10:50.2   | 92 / 95 (96)     |